# Enzo Venturelli

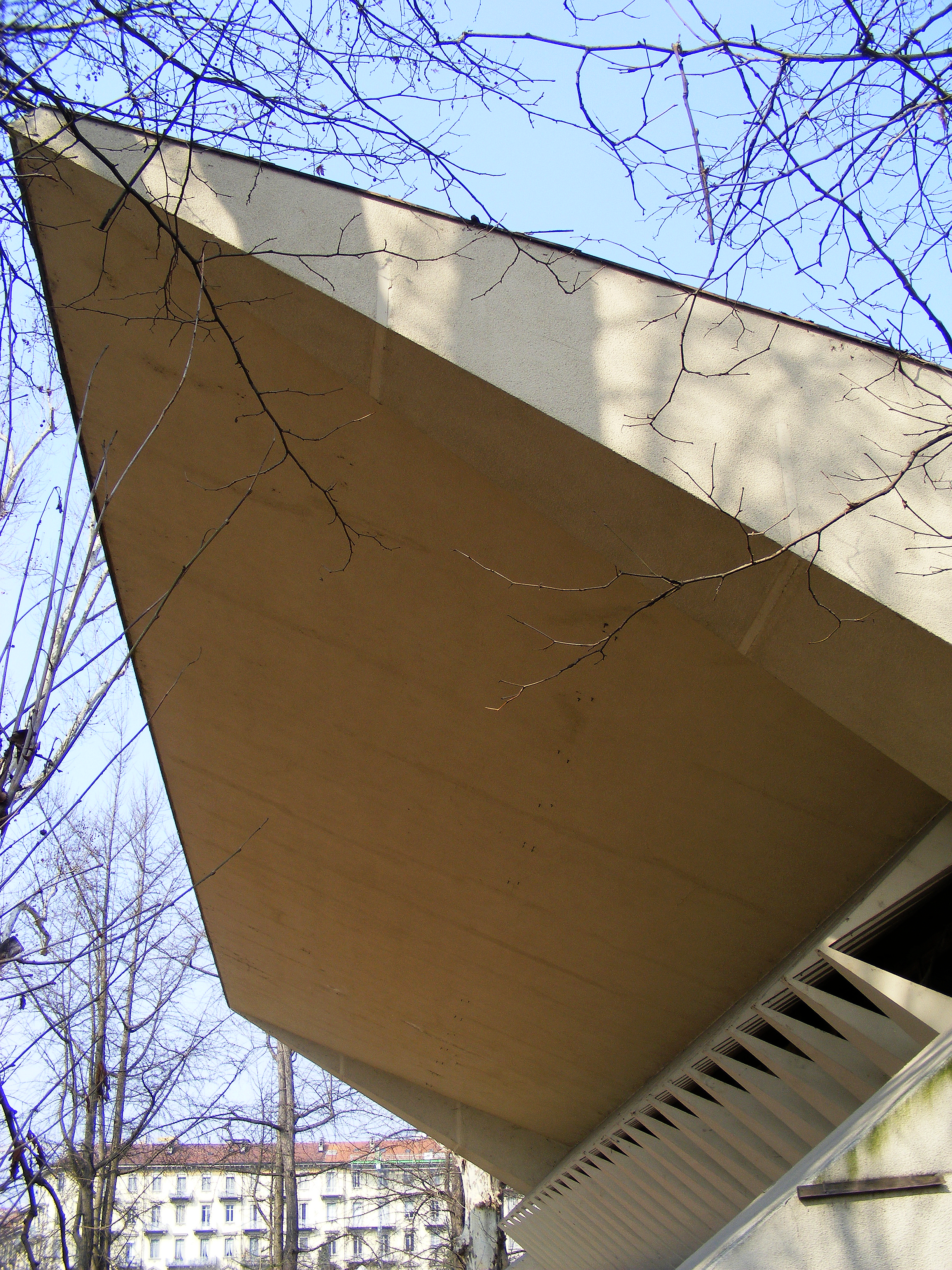
Il rettilario dell'ex-zoo di Torino

Enzo Venturelli (Torino, 14 settembre 1910 – Torino, 26 giugno 1996) è stato un architetto italiano.

## Biografia
Enzo Venturelli si laureò presso la Facoltà di Architettura del Politecnico di Torino nel 1939.
Tra le sue opere principali si possono ricordare il teatro Principe (1945, demolito nel 1994), la sala da ballo Eden (1947-1948), la casa-atélier dello scultore Umberto Mastroianni (1953-1954) e, soprattutto, l'acquario-rettilario del giardino zoologico di Torino (1957-1960). In quest'ultimo edificio vengono infatti materializzate le sue personali concezioni sulle dinamiche volumetriche e sull'asimmetria dinamica, concezioni fondate "su una visione artistico-idealista dell'architettura". Dopo la chiusura dello zoo di Torino l'edificio ha dato il nome al Cantiere Rettilario, un progetto teatrale della Fondazione Teatro Piemonte Europa la cui sede dovrebbe occupare stabilmente l'ex-rettilario una volta terminati i lavori di adeguamento strutturale.
Venturelli portò avanti una visione strettamente individuale dell'architettura, che definì negli anni cinquanta del Novecento come Architettura dell'era nucleare o anche Architettura atomica, da lui così definita "perché realizzata in un'era che è dell'atomo". Sintetizzò poi tali ricerche nel Manifesto dell'architettura nucleare e nell'opera Urbanistica spaziale, dalla quale emerge una visione utopica della pianificazione urbana. I due testi furono elementi importanti del dibattito che all'epoca si sviluppava in Europa sui temi dell'urbanistica e dell'architettura.